# Enslev (Randers)
Enslev is een plaats in de Deense regio Midden-Jutland, gemeente Randers, en telt 204 inwoners (2007).